# Guillaume de Barrême de Châteaufort
Guillaume de Barrême de Châteaufort, chevalier, est un peintre français, né à Arles le 6 janvier 1719, y décédé le 6 novembre 1775.

## Biographie

### Ses origines
Guillaume de Barrême de Châteaufort est issu d'une famille juive venant de Navarre ; le premier à s'installer en Provence, à Tarascon et Arles, est un médecin, Salomon de la Rabissa, néophyte baptisé au tout début du XVIe siècle sous le nom de Jean de Barrême, et naturalisé français par lettres de 1541. La famille est ensuite anoblie grâce à des charges juridiques. 

### Un épicurien, père naturel du peintreJacques Réattu
Marié en 1750 avec Élisabeth de Campan avec qui il a une fille, il la quitte vers 1758 pour vivre avec Catherine Raspal, sœur de son ami le peintre Antoine Raspal qui l'initie à la peinture ; ils ont quatre enfants entre 1760 et 1772, dont le peintre Jacques Réattu.

Quelques années avant son décès, il se rend à Rome, où il est reçu membre d'une Académie de peinture. D'après Bonnemant, Barrême de Châteaufort ne peint que pour s'amuser et ne tire aucun profit de son pinceau ; c'est un aimable épicurien :
« Il avait des sentiments fort suspects en matière de religion et n'en respectait point la morale ».
À côté de la peinture, il a une autre passion, les fleurs qu'il cultive dans sa maison de campagne dite la Seignorette en Crau dont il  fait son lieu de résidence.

### Sa mort
Cette passion lui est fatale : 
« Une rose lui donna la mort ; en voulant en cueillir une, il fut piqué au doigt ; il méprisa cette blessure ; insensiblement elle devint dangereuse et finit par être mortelle. Il expira lorsqu'il se croyait en santé et le prêtre de la paroisse n'eut que le temps de lui administrer l'extrême-onction, qu'il reçut dans la léthargie et sans connaissance apparente. Il mourut le 6 novembre 1775 ».
Il est le parrain de son cousin germain Jean-Baptiste de Piquet, marquis de Méjanes.

## Œuvres
Le musée Réattu possède plusieurs toiles de M. de Châteaufort:
- son autoportrait,
- trois effets de neige,
- une marine,
- une vue de la cascade de Tivoli,
- trois portraits au pastel,
- un paysage avec figure.